# Refugi de Siscaró
El refugi de Siscaró és un refugi de muntanya de la Parròquia de Canillo (Andorra) a 2.140 m d'altitud i situat prop de les basses de Siscaró.

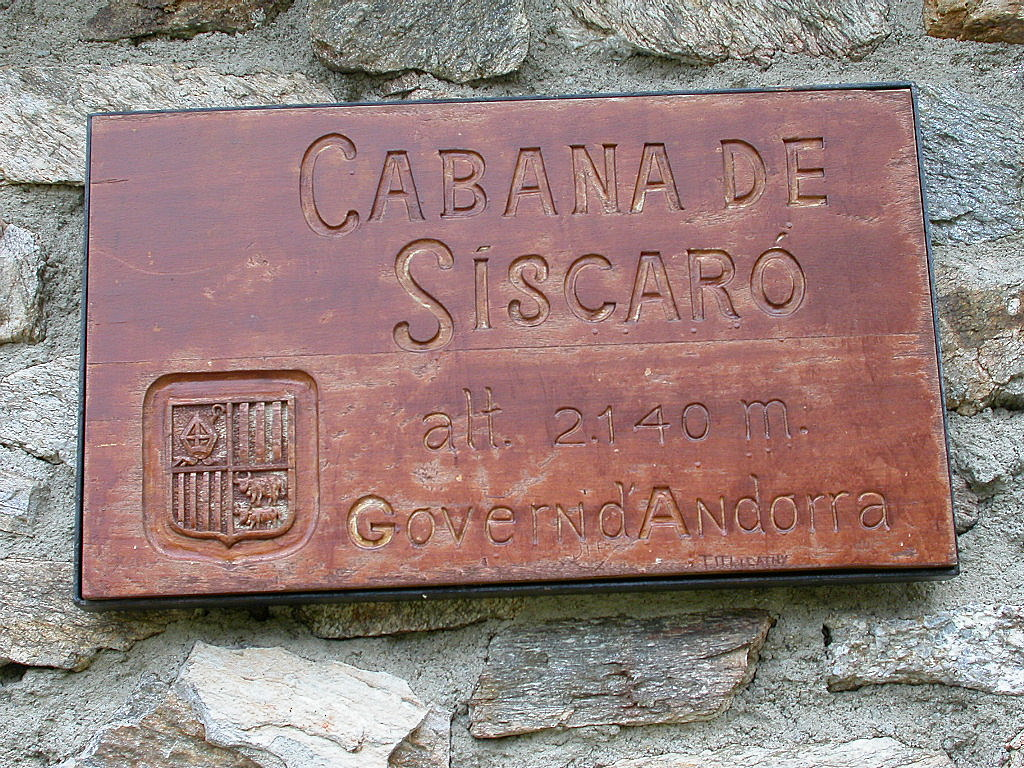
Placa identificativa a l'exterior.